# Smile (groupe)
Pour les articles homonymes, voir Smile.
Smile est un groupe britannique de rock, originaire de Londres, en Angleterre. Il est formé en 1967 et a existé pendant un peu plus de deux ans. Smile, composé à l'origine des guitaristes Brian May et Chris Smith (également claviériste), du batteur Roger Taylor et du chanteur-bassiste Tim Staffell, est surtout connu pour avoir donné naissance au groupe Queen, après le départ de Staffell. Aucun enregistrement n'est sorti sur le marché durant la brève carrière de Smile ; les rares compilations existantes sont toutes sorties durant l'ère Queen.
En 1970, Staffell quitte Smile pour créer Humpy Bong, et le groupe est officiellement dissous. Farrokh Bulsara, dit Freddie Mercury, un proche camarade de Staffell, le remplace à son invitation. Mercury soumet ensuite à May et Taylor le nouveau nom qu'il a choisi pour le groupe : Queen.

## Historique

### Genèse

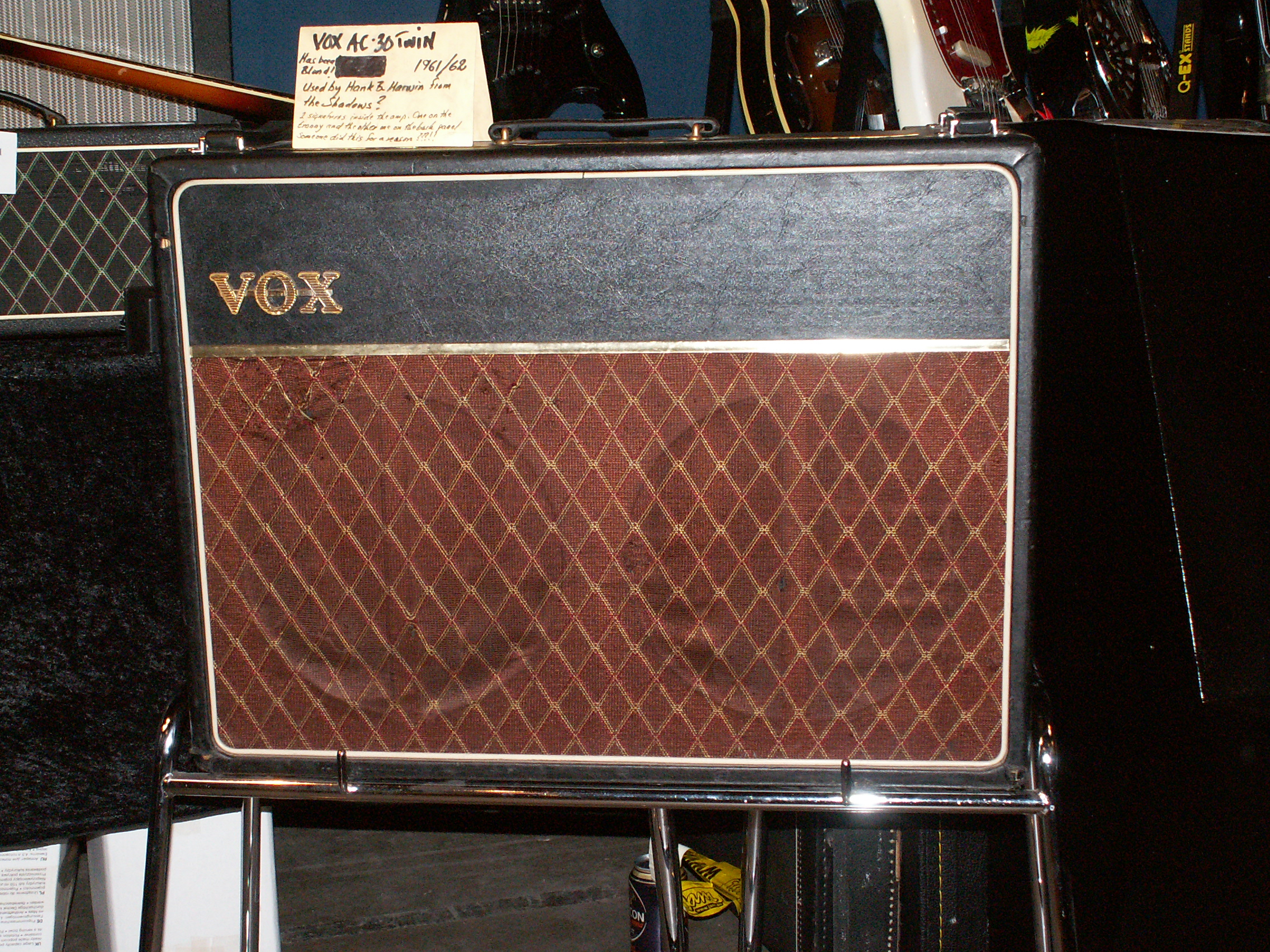
L'amplificateur Vox AC 30, une des bases du son de Brian May et par extension, de Smile et de Queen.

En 1968, le guitariste Brian May, étudiant en physique à l'Imperial College de Londres et le bassiste Tim Staffell, du Ealing Art College, forment le groupe 1984 avec des amis. Chris Smith, lui-même à la fois ami des deux lycéens et musicien, les convainc que le niveau du groupe est inégal, May et Staffell méritant, selon lui, d'être mieux accompagnés. Ils recrutent alors Smith et mettent une annonce sur le panneau public de leur établissement afin de trouver leur nouveau batteur. Ils recherchent « un batteur dans le style Ginger Baker » (du groupe Cream) et c'est un jeune étudiant en dentisterie, Roger Taylor, qui auditionne et décroche la place. Ils nomment la formation Smile (« sourire »). Staffell compte, parmi ses camarades de classe, un certain « Freddie » Bulsara - qui se fera plus tard mieux connaître sous le nom de Mercury. Il le présente aux autres membres du groupe et le jeune homme devient un fan enthousiaste, suivant leur carrière balbutiante avec intérêt tandis qu'il rejoint, de son côté, d'autres formations musicales.
Brian May forge alors le son de guitare qui l'accompagnera durant toute sa carrière, en optant pour un amplificateur Vox AC 30 sur lequel il branche sa guitare faite main, la Red Special. Il choisit cet amplificateur car l'AC 30 est utilisé par le guitariste des Shadows, groupe très en vue de la jeune scène rock britannique et dont May est un admirateur.

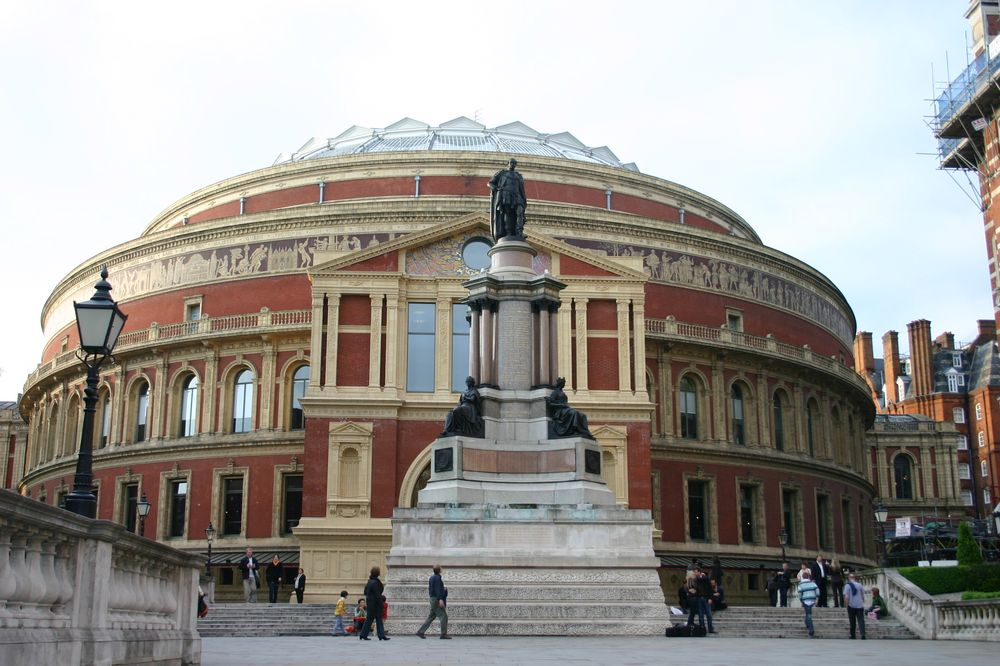
Le Royal Albert Hall, à Londres, où a lieu la plus importante prestation de Smile en 1969.

La plus importante performance publique du groupe a lieu le 27 février 1969. Le National Council for the Unmarried Mother and Her Child, organisation caritative levant des fonds au profit des mères célibataires en difficulté, organise ce soir-là un concert au Royal Albert Hall, célèbre salle londonienne. May, Taylor et Staffell y jouent en trio, respectivement à la guitare, à la batterie et à la basse, Smith - le claviériste - ayant été, selon Staffell, renvoyé la veille. Chris Smith affirme pour sa part avoir démissionné pour aller s'essayer à d'autres styles. La prestation de Smile, décrit comme le « groupe le plus bruyant du monde occidental », est brièvement évoquée dans le Times du surlendemain, sans préciser le nom de la formation.
Ce soir-là, Smile passe sur scène juste avant le groupe Free. Le chanteur de Free est un certain Paul Rodgers ; les chemins de Taylor, May et Rodgers se croiseront à nouveau en 2004, année où émerge l'idée de la création de Queen + Paul Rodgers. En mars de la même année, le groupe décroche un passage à une soirée concert connue sous le nom de PJ, prétendant avoir déjà eu droit à une session radio pour faciliter les choses. Peu de temps après, Mercury Records les signe pour trois morceaux : Earth (Staffell), Step on me (May) et Doin' All Right. C'est aux studios Trident de Soho, à Londres que se fait l'enregistrement. Initialement destinée à assurer la promotion du groupe aux États-Unis, cette bande ne sera finalement jamais exploitée commercialement par le label. Cependant, en septembre 1969, Mercury Records leur propose d'enregistrer trois morceaux supplémentaires : April Lady, écrit par un certain Stanley Lucas, Blag, une composition instrumentale de Taylor et Polar Bear, une « gentille chanson à propos d'un ours polaire » écrite et composée par May. Une fois de plus, la bande magnétique reste dans les placards du label.

### Période Queen
Staffell quitte Smile en 1970, déçu par ces échecs successifs, pour créer Humpy Bong ; il invite Farrokh Bulsara, leur colocataire et ami, à le remplacer mais le groupe se sépare provisoirement. Celui qui deviendra, quelques mois plus tard, plus connu sous le nom de Freddie Mercury, vient de perdre sa place de chanteur au sein de sa troisième et dernière formation en date, Sour Milk Sea. Jeremy Gallop, le guitariste, décide de se retirer, récupérant au passage tout le matériel de répétition qui lui appartient. Bulsara-Mercury, qui n'a jamais cessé de suivre la carrière des membres de Smile, devenus ses amis proches, persuade May et Taylor de reprendre l'aventure et de changer le nom du groupe. Il choisit alors Queen. Le groupe fait des essais infructueux avec plusieurs bassistes. Après que les candidats bassistes Grose, Barry Mitchell et Doug Bogie ont échoué, Queen engage son quatrième membre, John Deacon, en février 1971. Ainsi, la composition définitive de Queen est arrêtée et les répétitions d'enregistrement du premier album, Queen, commencent dans la foulée. Le quatuor est brisé à la mort de Mercury, en 1991, et depuis lors, les membres originaux réservent le nom du groupe à leur usage exclusif.
Pour son premier album, Queen enregistre Doing All Right, coécrit par May et Staffell. Ce dernier reçoit une compensation financière pour l'utilisation de son morceau, sous forme d'intéressement aux ventes de l'album. Le morceau est à nouveau enregistré à la BBC avec le très courtisé producteur John Peel. Les première et troisième sessions sont rééditées en 1989 sous le nom de Queen at the Beeb (surnom de la BBC en Grande-Bretagne) et sortent en 1996 aux États-Unis, renommées Queen at the BBC. En 1995, Queen sort une série de singles du morceau Let Me Live. Une partie d'entre eux comprend trois des morceaux des sessions de la BBC, dont Doing Alright. Smile se réunit, de façon informelle, le 22 décembre 1992. Le groupe The Cross, dont Taylor est le chanteur-leader, est alors en tournée et ce dernier invite May et Staffell à le rejoindre sur scène pour Earth et If I Were a Carpenter. Au cours de cette même soirée, Brian May joue également quelques morceaux seul avec Roger Taylor.

## Répertoire
Cette liste présente les chansons qui sont avec certitude attribuées au répertoire de Smile par les anciens membres du groupe. Sont en outre indiquées toutes les autres versions connues ayant été enregistrées ou jouées sur scène par d'autres formations.
Earth (Staffell) est reprise par le nouveau groupe de Tim Staffell, Morgan, en 1972. Elle figure l'année suivante sur leur premier album, Nova Solis, et est réenregistrée pour le nouveau projet musical de Staffell, aMIGO, en 2003. Les parties de guitare et de chant de cette version sont interprétées par Brian May, tandis que le clavier est assuré par Morgan Fisher, un ancien du groupe Morgan.
Step On Me (Staffell/May) est à l'origine une composition du groupe 1984 dont Staffell et May faisaient partie avant Smile. Deux versions furent enregistrées par ce même groupe comme démo aux studios ITV de Londres, en 1967.
Doin' Alright (Staffell/May) est reprise par Queen sur leur premier album et figure en outre sur le 45 tours du morceau Liar réservé au marché américain, sorti chez Elektra. Réenregistrée en 1973 à la BBC sous le nom Doing Alright, elle figure sur les compilations de la BBC citées plus haut. Staffell en enregistre une nouvelle version pour l'album aMIGO avec May à la guitare et au chant.
Blag (Taylor) ne fut jamais réenregistré après l'époque Smile. Cependant, le solo de guitare que l'on peut entendre a constamment évolué - et évolue toujours - tout au long de la carrière de Brian May, tant avec Queen que de son côté. Au nombre des morceaux connus comprenant une reprise du thème principal de ce solo, on peut citer Son and Daughter des sessions BBC, disponible sur les compilations citées plus haut, Brighton Rock sur les albums Sheer Heart Attack en 1974 et sur le Live Killers de 1979 ainsi que, partielle, sous les noms de Guitar Solo sur Queen on Fire: Live at the Bowl enregistré en 1982, Brighton Rock Solo sur le Live at Wembley de 1986, Guitar Extravagance sur l'album Live At The Brixton Academy du Brian May Band en 1993 et enfin sur l'album live de Queen + Paul Rodgers, Return of the Champions, en 2005.
Polar Bear (May) fut enregistrée par Queen lors des sessions de répétitions du premier album. Il ne sera pas retenu, toutefois la bande a été retrouvée et figure sur la compilation officieuse Queen in Nuce. Valensia, un chanteur et compositeur de pop-rock des Pays-Bas, en enregistre une version pour son album Queen Tribute en 2003.
Silver Salmon (Staffell) a également été enregistrée par Queen en répétition et écartée de la sélection du premier album. La bande est présumée perdue définitivement.
See What A Fool I've Been (May, basée sur la chanson That's How I Feel par Sonny Terry et Brownie McGhee) est enregistrée en août 1973 lors des sessions d'enregistrement de l'album Queen II. Elle non plus n'est pas retenue pour l'album mais figure en face B du single The Seven Seas of Rhye qui sort en 1974. Elle figure également dans le coffret de vinyles Complete Works, sur le disque bonus intitulé Complete Vision. Cette chanson est en outre ajoutée à la réédition américaine de Queen II en 1991, en piste bonus. Quand The Seven Seas of Rhye est réédité en single au Japon et au Royaume-Uni, sur CD, respectivement en 1990 et 1987, c'est à nouveau See What A Fool I've Been qui l'accompagne.
If I Were A Carpenter (Hardin) est une reprise souvent jouée lors des concerts de Smile.
April Lady (Lucas) est une chanson qui est proposée au groupe par Mercury Records lors de leur seconde session de studio. Elle figure elle aussi sur la compilation Queen in Nuce.

## Discographie
Il existe actuellement deux enregistrements officiels comprenant les six morceaux enregistrés par Smile. Gettin' Smile est sorti sur vinyle au Japon le 23 septembre 1982, chez Mercury Records. Le livret comporte des paroles inexactes et les chansons ne correspondent pas aux auteurs crédités pour leur écriture. Cet enregistrement a servi de base à toutes les copies officieuses ayant circulé depuis, dont Queen in Nuce, réédité en CD dans les années 1990 et facile à se procurer. Ghost of a Smile est une version CD destinée au marché néerlandais, sortie chez Pseudonym Records. Le livret est complet et comprend de nouvelles notes explicatives rédigées pour l'occasion par Staffell. L'album comporte également deux versions d'une collaboration entre Eddie Howell et Freddie Mercury, The Man from Manhattan, sans rapport direct avec Smile si ce n'est que Brian May tient la guitare.